# Martti Häikiö

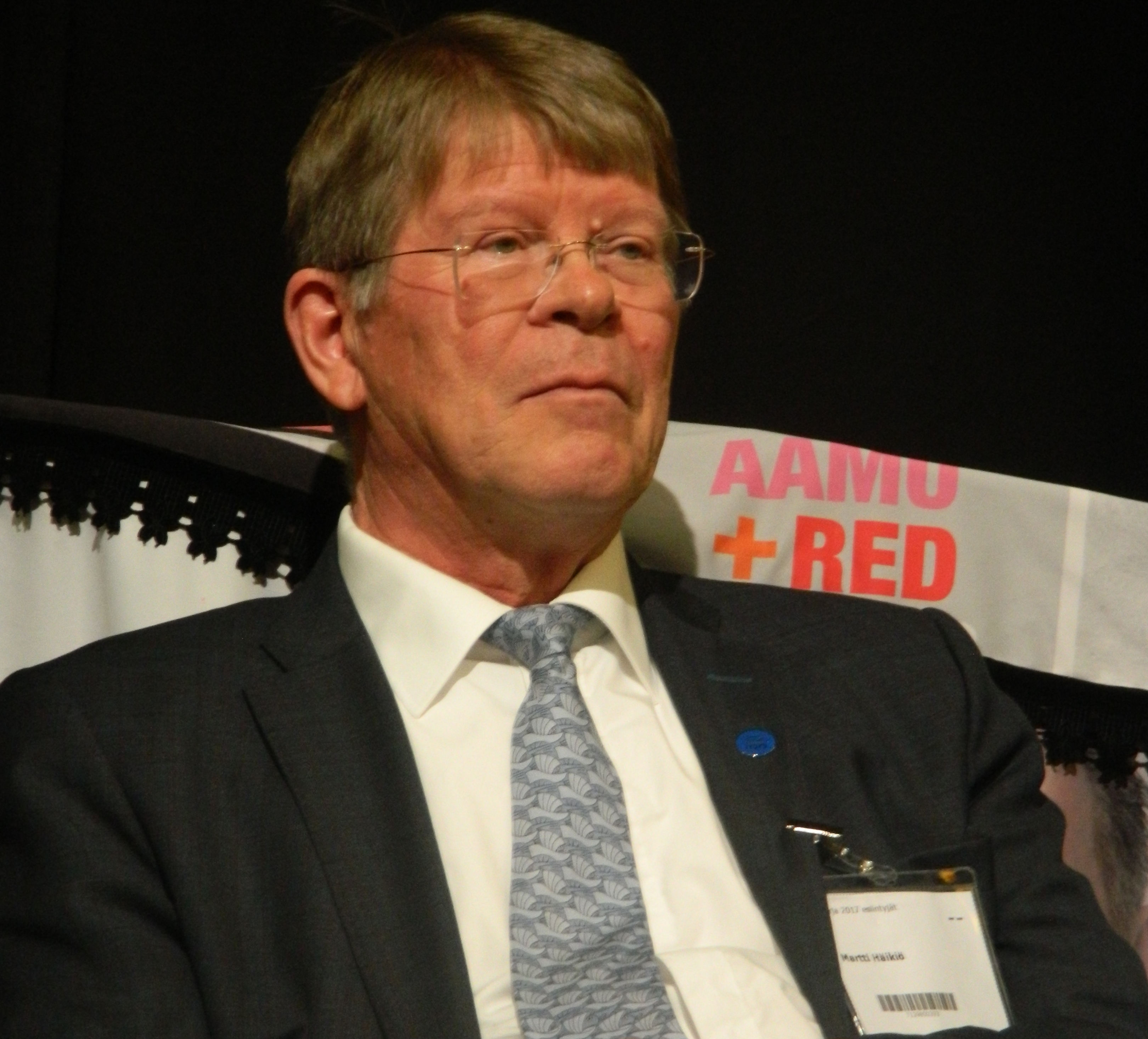
Martti Häikiö

Martti Johannes Häikiö, född den 1 oktober 1949 i S:t Michel, död 7 februari 2025 i Helsingfors, var en finsk historiker och författare.
Häikiö blev 1976 politices doktor och 1978 docent i politisk historia vid Helsingfors universitet; 1981–1984 var han universitetets informationschef. Från 1988 till 1994 var han verksamhetsledare för Finland-Samfundet. Han har därtill verkat som chefredaktör och kolumnist vid ett flertal tidskrifter och tidningar.
Han disputerade på en avhandling om den brittiska Finlandspolitiken före och under vinterkriget och har därefter publicerat arbeten om modern finländsk historia samt företagshistoriker, som Nokia, the inside story (2002).